# HD 28185
HD 28185是一個與太陽類似的黃矮星，距離地球約138光年，位於波江座。該恆星旁已發現一顆長周期系外行星。

## 距離與觀測
根據依巴谷衛星天文測量結果，HD 28185 的視差是23.62毫角秒，相當於42秒差距或138光年。因為該恆星距離地球超過25秒差距，未被列入格利泽近星星表。它的視星等7.81，必須以小型雙筒望遠鏡觀測。

## 恆星概況
HD 28185的質量、半徑和光度與太陽相當，是核心正進行氫核融合反應中的主序星，光譜類型G5V，代表它的表面溫度稍低於太陽。和大多數有系外行星的恆星一樣，它的金屬量與太陽相當，鐵含量大約是太陽的173%。它的自轉周期大約是30日，比太陽的25.4日稍慢。
基於色球層活動觀測，HD 28185的年齡大約是29億年。另一方面基於恆星演化模型，這個質量是0.99倍太陽的恆星年齡是75億年。較高的光度和較長的自轉周期代表恆星年齡較老。

## 行星系統
2001年在該恆星旁發現一顆體積與木星相若的系外行星 HD 28185 b，公轉周期1.04年。和其他長軌道週期系外行星不同的是，它的軌道離心率並不高。該行星的日射量與地球相近，因此該行星如有衛星的話，可能適合生命存在。此外，數值模擬顯示可能會有低質量行星長時間穩定存在於該氣體巨行星軌道的特洛伊點上。HD 28185 b 於2008年由麥哲倫行星搜尋計畫確定其存在。
HD 28185也有長時期徑向速度變化趨勢的證據，可能代表有另一顆週期更長的行星存在。
| 成員 (依恆星距離) | 质量    | 半長軸 (AU)   | 轨道周期 (天) | 離心率      | 傾角 | 半径 |
| ----------------- | ------- | ------------- | ------------- | ----------- | ---- | ---- |
| b                 | ≥5.7 MJ | 1.031 ± 0.060 | 383 ± 2       | 0.07 ± 0.04 | —    | —    |

## 外部連結
- Extrasolar Visions: HD 28185